# Théâtre du Globe
Le théâtre du Globe à Londres est célèbre pour avoir abrité de nombreuses représentations des pièces de William Shakespeare et pour avoir brûlé accidentellement lors d'une de ses dernières pièces. Le 29 juin 1613, la bourre enflammée d'un canon de théâtre, utilisé pour des effets spéciaux, mit le feu au toit de chaume et l'incendie ravagea rapidement tout le bâtiment. Il fut reconstruit à l'identique non loin de son emplacement d'origine en 1996. Son nom actuel est Shakespeare's Globe. La toiture a un trou au milieu car à l’époque il n’y avait pas d’électricité. Les pièces se jouaient donc le jour.

## Histoire

### TheShakespeare's Globe Theatre
En 1598 le bailleur qui louait un de ses champs à Shakespeare et sa troupe, ne renouvelle pas le bail, obligeant ces derniers à se trouver un autre lieu. Shakespeare et ses comédiens vont, pendant la nuit de Noël où le propriétaire est absent et le théâtre fermé, démonter et donc voler ce théâtre à Londres, le transporter, le reconstruire de l'autre côté de la Tamise et baptiser le théâtre "Globe". Le premier théâtre du Globe était un théâtre élisabéthain construit en 1599 dans le quartier de Southwark, au sud de la Tamise à Londres. C'était l'un des quatre principaux théâtres, avec le Théâtre du Cygne, celui de La Rose et celui de L'Espoir. De nombreuses pièces de William Shakespeare y furent créées par la troupe du célèbre dramaturge, les Lord Chamberlain's Men.
À l'entrée du théâtre était apposée une épigraphe latine : « Totus mundus agit histrionem » (« Le monde entier est un théâtre »). Cette épigraphe serait dérivée de quod fere totus mundus exerceat histrionem  (« Parce que le monde est un espace de jeu ») de Pétrone qui aurait circulé largement en Angleterre à l'époque de Burbage. Cela fait écho à la notion de Theatrum mundi, fameuse à l'époque moderne.
Le 29 juin 1613, le Globe brûla jusqu'aux fondations, le toit ayant pris feu pendant une représentation d'Henry VIII de Shakespeare. Il fut reconstruit immédiatement au même endroit, cette fois avec un toit carrelé, et rouvert l'année suivante. En 1642, il fut fermé par les puritains, comme tous les théâtres, et démoli en 1644 pour faire place à des logements.
À Newcastle, il y eut également un théâtre du Globe, ouvert en 1868 et démoli en 1902.

### LeShakespeare's Globe Theatre
L'actuel Shakespeare's Globe Theatre a été construit en 1996 d'après la maquette de Theo Crosby, et a ouvert ses portes en 1997. Il a été bâti à l'identique, d'après des plans élisabéthains de l'original et en utilisant les techniques de construction de l'époque. C'est l'acteur américain Sam Wanamaker qui fut l'instigateur de cette reconstruction. Le nouveau théâtre est situé à environ 230 mètres de l'emplacement historique. L'architecture d'origine a simplement été modifiée par l'ajout de gicleurs d'incendie sur le toit, pour protéger le bâtiment du feu. Comme à l'époque, seul le parterre est à ciel ouvert ; les galeries accueillant également le public et la scène sont couvertes. Les spectacles ont lieu pendant l'été. Les places les moins chères sont debout, au parterre, devant la scène.
La direction du Globe a d'abord été confiée à Mark Rylance, puis, depuis fin 2004, à Dominic Dromgoole (en).

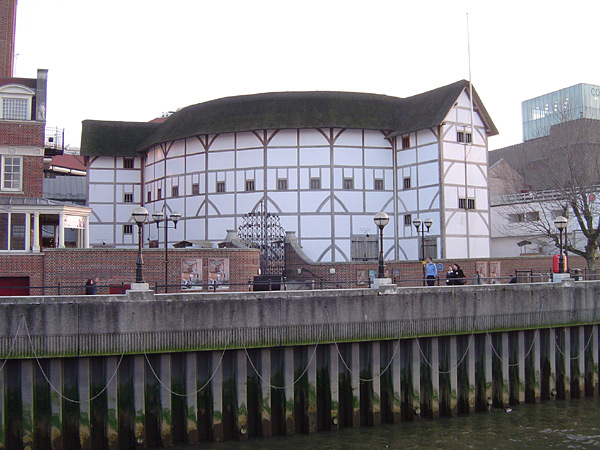
Vue extérieure
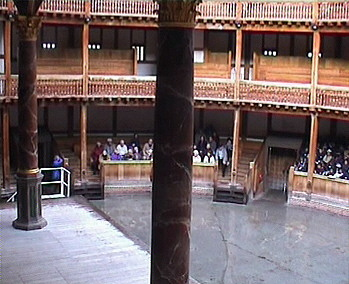
La scène et les galeries
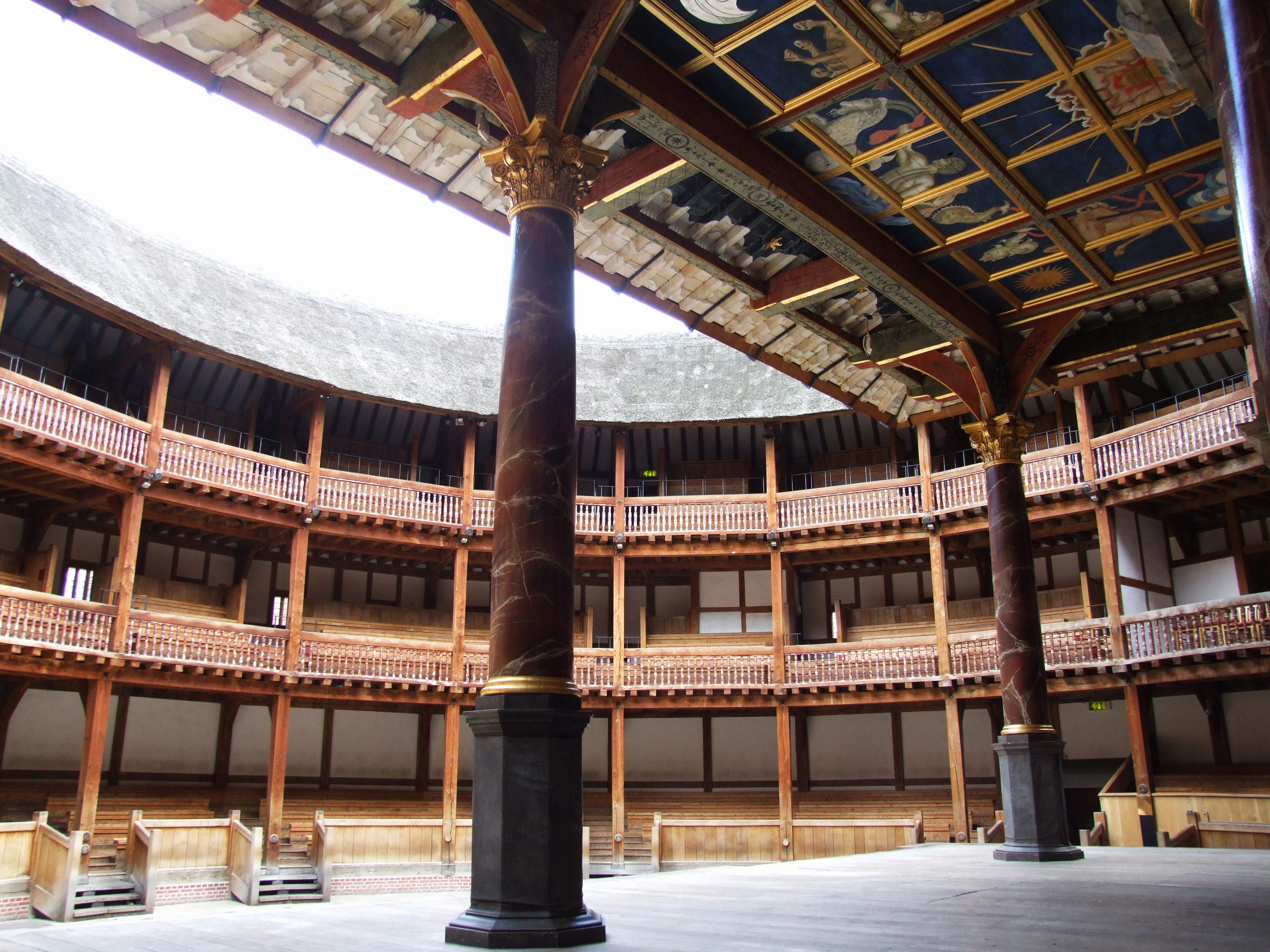
Vue depuis la scène
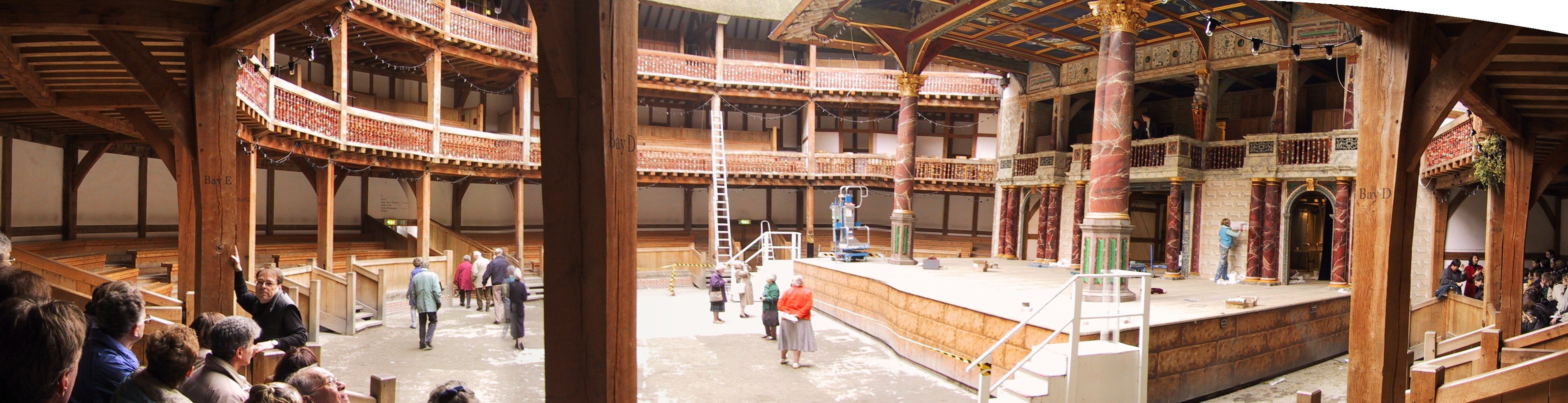
Vue panoramique

## Répliques
- Le théâtre Panasonic du Globe de Arata Isozaki à Tokyo est inauguré en 1988[2].
- La « Tour vagabonde », scène itinérante et innovant inspirée du Globe, est construite en 1996 par le collectif fribourgeois des Ateliers de l'Orme[2].
- Une réplique du théâtre est édifiée à Rome dans le parc de la Villa Borghèse et a été inauguré en 2003[3]. Il y a des maquettes à l'intérieur montrant à quoi il ressemblait en 1599. Des comédiens répètent chaque jour pour des spectacles dans le théâtre.
- Le Pop Up Globe à Auckland, Nouvelle Zélande, et inauguré en 2016[2].
- Le « das Theater der Welt » est une réplique du théâtre dans le parc d'attractions, Europa-Park en Allemagne